# The Simpsons Pinball Party
| The Simpsons Pinball Party | |
|                            | |
| Tillverkare                | Stern |
| System                     | Stern WhiteStar |
| Designer                   | Designers: Joe Balcer, Keith P. Johnson Programmerare: Keith P. Johnson, Dwight Sullivan Artwork: Kevin O'Connor, Margaret Hudson Mekanik: Wesley Chang, Ray Tanzer Musik: Dan Forden, Chris Granner Ljud: Chris Granner |
| Utgivet                    | 2003 |
| Sålda exemplar             | ~5 900 |

The Simpsons Pinball Party är ett flipperspel från 2003 av spelföretaget Stern, baserat på TV-serien Simpsons. Detta är det andra flipperspelet som är baserat på Simpsons, det föregående hette som seriens originaltitel, The Simpsons. Noterbart innehåll på detta flipperspel är 5 flippers, 3 drop targets, multiball (flera kulor samtidigt, i detta fall 3 eller 5 kulor), 1 captive ball och bumpers. Dan Castellaneta, Nancy Cartwright och Hank Azaria är röster i spelet.